# Scybalistodes prusalis
Scybalistodes prusalis là một loài bướm đêm trong họ Crambidae.